# Послание на свети апостол Павла до Тита
„Послание на свети апостол Павла до Тита“ е библейска книга, двадесет и четвърта в Новия завет. Както и при другите послания на Павел съществуват спорове за реалния автор на книгата, като някои изследователи твърдят, че е написано от неизвестен автор след смъртта на апостола, докато други потвърждават оригиналното авторство.
Книгата има формата на писмо на апостол Павел до неговия сътрудник и ученик Тит. Написано е в Македония преди втория престой на Павел в затвора. Тит е грък, който произхожда от семейство на езичници, придружава Павел на Апостолския събор, бива посредник между него и коринтяните и участва в събирането на средства за християните в Йерусалим. Павел го назначава да ръководи църквата на остров Крит и да назначи презвитери на местните църкви. След това се среща с Павел в Никополи.